# Havsnarv
Havsnarv (Spergularia media) är en växtart i familjen nejlikväxter. 

## Externa länkar

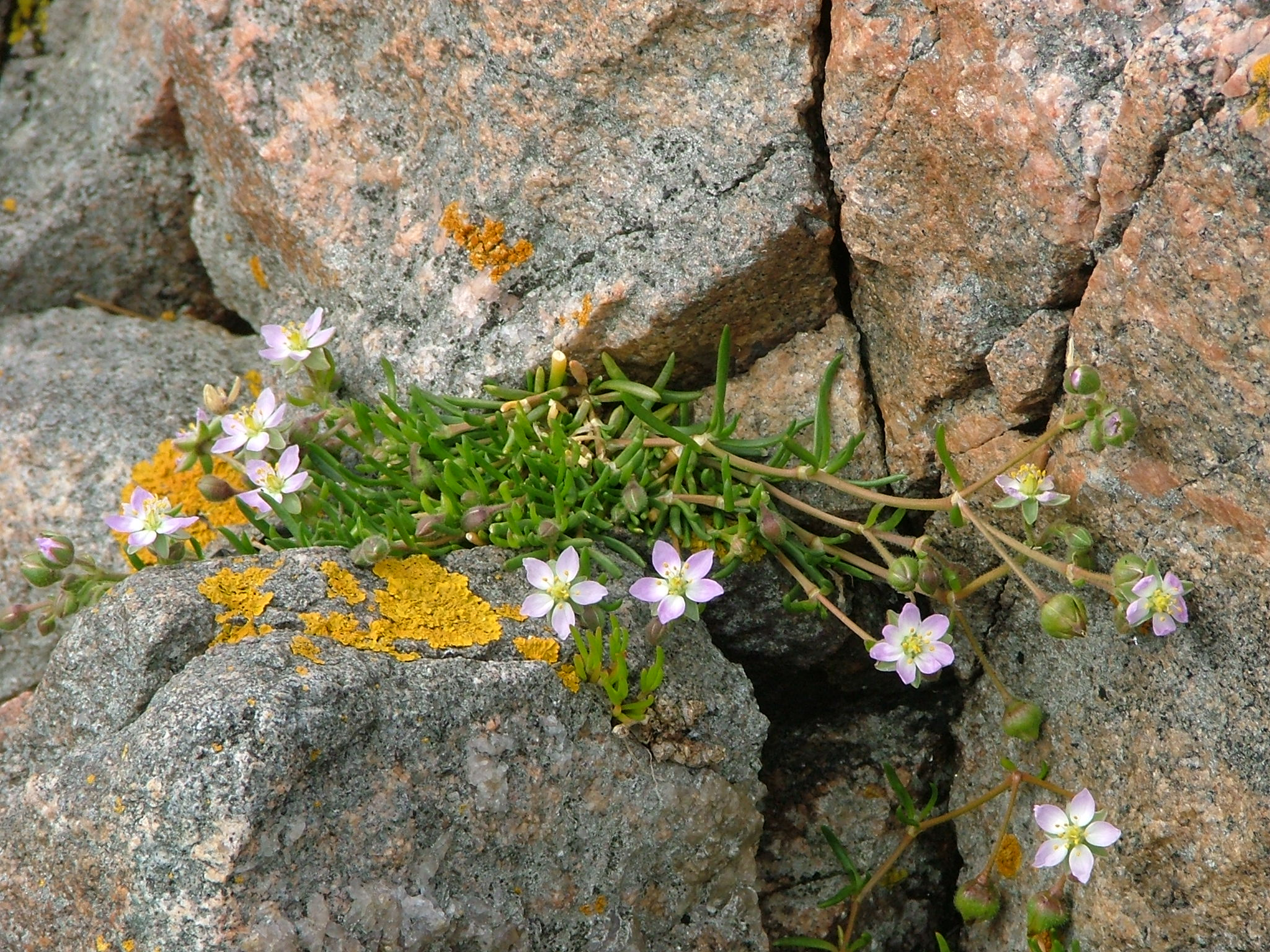